# Стара-Бордзилувка
Стара-Бордзилувка (пол. Stara Bordziłówka) — деревня в Бяльском повете Люблинского воеводства Польши. Входит в состав гмины Лесьна-Подляска. По данным переписи 2011 года, в деревне проживал 301 человек.

## География
Деревня расположена на востоке Польши, к югу от реки Клюкувки, на расстоянии приблизительно 16 километров к северо-западу от города Бяла-Подляска, административного центра повета. Абсолютная высота — 152 метра над уровнем моря. К северу от населённого пункта проходит региональная автодорога 698.

## История
Согласно «Справочной книжке Седлецкой губернии на 1875 год» деревня Бордзилувка-старая входила в состав гмины Витулин Константиновского уезда Седлецкой губернии. По данным на 1877 год имелось 10 дворов и проживало 60 жителей. В 1912 году Константиновский уезд был передан в состав новообразованной Холмской губернии.
В 1975—1998 годах деревня входила в состав Бяльскоподляского воеводства.

## Население
Демографическая структура по состоянию на 31 марта 2011 года:
|         | Всего | До трудоспособного возраста | Трудоспособного возраста | Старше трудоспособного возраста |
| ------- | ----- | --------------------------- | ------------------------ | ------------------------------- |
| Мужчины | 152   | 32                          | 106                      | 14                              |
| Женщины | 149   | 41                          | 76                       | 32                              |
| Всего   | 301   | 73                          | 182                      | 46                              |